# Igzidora Gjeta
Igzidora Gjeta (Tirana, Albânia, 19 de março de 2001 é uma  cantora albanesa que representou a Albânia no Festival Eurovisão da Canção Júnior 2012 com a canção "Kam një këngë vetëm për ju".